# ميسيل أسيفيدو
ميسيل أسيفيدو (بالإنجليزية: Angel Acevedo)‏ هو فنان أمريكي، ولد في 26 يوليو 1982 في إلينوي في الولايات المتحدة.

## وصلات خارجية
- ميسيل أسيفيدو على موقع IMDb (الإنجليزية)
- ميسيل أسيفيدو على موقع قاعدة بيانات الفيلم (الإنجليزية)